# سید حسن شریعتمداری
سیّد حسن شریعتمداری (زادهٔ ۱۳۲۶ تبریز) روزنامه‌نگار و فعال سیاسی ایرانی مقیم آلمان است، که به‌عنوان یکی از اعضای اتحاد جمهوری‌خواهان ایران و نیز دبیر کل شورای مدیریت گذار فعالیت می‌کند. او فرزند ارشد سید کاظم شریعتمداری است.
وی دانش‌آموخته کارشناسی ارشد فیزیک از دانشگاه صنعتی شریف (آریامهر سابق) و نیز کارشناسی ارشد حقوق از دانشگاه تهران است. شریعتمداری از منتقدان نظام جمهوری اسلامی ایران محسوب می‌شود.

## زندگی
سیّد حسن شریعتمداری به سالِ ۱۳۲۶ در شهر تبریز زاده شد. پدرش آیت‌الله سید محمدکاظم شریعتمداری؛ از مراجع عظام تقلید بود. او دارای دو مدرک کارشناسی ارشد، یکی در فیزیک هسته ای از دانشگاه صنعتی شریف و دیگری در حقوق خصوصی از دانشگاه تهران است. به موازات تحصیلات دانشگاهی، او به تحصیل فلسفه و الهیات در حوزه علمیه قم پرداخته و تا مقطع حجهٔ الاسلام پیش رفته و با فقه اسلامی آشنایی دارد. حسن شریعتمداری دارای سه فرزند است و هم‌اکنون در شهر هامبورگ در آلمان زندگی می‌کند.

## پیش از انقلاب
حسن شریعتمداری در طول سال‌های ۱۳۵۱ تا ۱۳۵۸ به عنوان مدیر بیمارستان سهامیه در قم، رئیس بخش انتشارات بنیاد آیت‌الله شریعتمداری و نیز سردبیر ماهنامه‌های «پیام شادی» و «نسل نو»، که مجلاتی برای کودکان و جوانان بودند، فعالیت کرده‌است و همزمان در همان سال (۱۳۵۸) حزب جمهوری خلق مسلمان ایران خلق مسلمان را بنیان نهاد و در ارتباط مستقیم با گروه‌های اخوان المسلمین بوده‌است.
در دوران پهلوی دوم، حامی مواضع پدرش بود. پس از حوادث پانزدهم خرداد ۱۳۴۲، زمانیکه روح‌الله خمینی با حضور نیروهای فدائیان اسلام و انقلابیون یک حرکت مؤثر در بیداری مردم ایران نمود، طبق قوانین قضایی باید از سوی دادگاه نظامی کشور محاکمه که حکم روح‌الله خمینی قطعاً اعدام صادر می‌گردید؛ که محبوبیت روح‌الله خمینی و ترس رژیم باعث گردید این اتفاق روی ندهد.
پدر وی همراه با آیت ا… گلپایگانی و روح‌الله خمینی یکی از مخالفان سرسخت تمام مفاد انقلاب سفید شاه و مردم بودند. همچنین نسبت به اصلاحات ارضی دست به اعتراضات گسترده عمومی جهت مبارزه با اهداف شاه ایران زدند. سید حسن شریعتمداری این موارد را بخشی از افتخارات مبارزاتی خود و پدرش می‌داند.

## پس از انقلاب
حسن شریعتمداری یکی از بنیان‌گذاران حزب جمهوری خلق مسلمان ایران در سال ۱۳۵۸ بود. این جنبش فعالیت ش را در داخل ایران، (با تمرکز بر آذربایجان) و تشکیل نیروهای مسلح حافظ منافع انقلاب آغاز نمود. پس از برخورد شدید اکثر احزاب توسط سپاه پاسداران، حزب منحل و عضویت در آن، ممنوع اعلام شد. پس از چندی نیز شریعتمداری مجبور به ترک ایران شد. او در مصاحبه‌ای که با صدای آمریکا داشته‌است، عنوان می‌کند:
ماه‌های آغازین وقوع انقلاب ۱۳۵۷، سران جمهوری اسلامی در صدد مقابله با نظام‌های تک‌حزبی کمونیستی بودند و می‌خواستند که با درایت آیت‌الله خمینی این امر را محقق کنند.
 به گفته شریعتمداری هدف اصلی تشکیل حزب جمهوری اسلامی خلق مسلمان ایران، همگام سازی با سیاست‌های جدید حکومت و ایجاد نظم امنیت و فعالیت‌های سیاسی در این حزب نو پا بوده‌است.

## ائتلاف‌های خارج از ایران
حسن شریعتمداری در سال ۱۳۶۲ به همکاری با گروه‌های مختلف ملی و چپ‌های میانه پرداخت، تا بتوانند طیف وسیعی از نیروهای سکولار را تحت یک چتر سیاسی مشترک، متحد کنند. این همکاری منجر به تأسیس حزب چپ میانه «جمهوری خواهان ملی ایران» شد.
او همچنین از مؤسسان اتحاد جمهوری خواهان ایران در سال ۱۳۸۲ است.

### شورای مدیریت دوران‌گذار
شهریور ۱۳۹۷ شریعتمداری در سخنرانی خود در ششمین کنگره سکولار دموکرات‌های ایران، پیشنهاد تشکیل «شورای مدیریت دوران گذار» را مطرح کرد. شورایی که هدف آن هدایت اغتشاشات درون ایران به سمت گذار مسالمت‌آمیز از نظام حاکم بیان شده‌است. ترکیب این شورا شامل جمهوری‌خواهان، مشروطه‌خواهان و فدرال‌خواهان است.

### مخالفت با نظام جمهوری اسلامی
او از جمله ۱۵ فعال سیاسی و مدنی بود که در بهمن ۱۳۹۶ با تأکید بر «اصلاح‌ پذیری» نظام جمهوری اسلامی ایران خواستار برگزاری همه‌پرسی تحت نظارت سازمان ملل متحد برای رسیدن «به یک دموکراسی سکولار پارلمانی» شد.